# 청자 음각운문 병
청자 음각 운문 병(靑磁 陰刻雲文 甁)은 서울특별시 용산구, 삼성미술관 리움에 있는 고려시대의 청자이다. 1990년 5월 21일 대한민국의 보물 제1035호로 지정되었다.

## 개요
고려시대 만들어진 청자 병으로 높이 29.0cm, 아가리 지름 5.9cm, 밑지름 9.5cm의 세련된 형태의 술병이다.
아가리 부분은 얇고 밖으로 넓게 벌어져 있으며 목이 길다. 어깨부위는 완만한 곡선을 이루고, 몸통의 아랫부분이 볼록하며 굽은 다소 높고 넓어서 전체적으로 안정감을 준다. 유약은 미세한 기포가 있고 얇고 투명하며 옅은 녹청색을 띤다.
아가리 아랫부분은 무늬의 배경을 넓게 파내어 양각의 효과를 내는 반양각(半陽刻) 기법으로 덩굴무늬를 새겨 넣었다. 어깨 윗부분은 줄무늬를 새겨 넣고, 아래에 꽃무늬를 반양각기법으로 장식하였다. 몸통에는 드문드문 작은 구름무늬를 새겼고, 몸통 아랫부분에는 연꽃무늬를 둘렀다. 

## 같이 보기
- 청자

## 참고 자료
- 청자 음각운문 병 - 국가유산청 국가유산포털